# وحيد هاشم
عبد الوحيد هاشم (1 يونيو 1914-19 أبريل 1953) كان أول وزير للشؤون الدينية في حكومة الرئيس
الإندونيسي سوكارنو، وهو المنصب الذي شغله في عام 1945، ومن عام 1949 إلى عام 1952.
كان نجل مؤسس نهضة العلماء هاشم أشعري وتولى قيادة التنظيم. في المستقبل، شغل ابنه عبد الرحمن وحيد أيضًا نفس المنصب في جمعية نهضة العلماء، وانتُخب لاحقًا رئيسًا لإندونيسيا في عام 1999.